# Prokuplje
Prokuplje (serbisch-kyrillisch Прокупље; deutsch veraltet Sankt Prokopius; türkisch Ürgüb) ist eine Stadt in Serbien. Sie ist Hauptort der gleichnamigen Gemeinde und Verwaltungssitz des Bezirks Toplica im Süden des Landes.
Die Stadt Prokuplje hat 27.163 Einwohner (2011). Sie liegt zwischen den Höhenzügen Jastrebac und Pasjaca am Fluss Toplica. Prokuplje ist Bahnhof an der Bahnstrecke Niš–Priština.
Auf dem Hausberg Hisar (358 m. i. J.) befindet sich eine mittelalterliche Festung mit einem markanten Turm, der nach Jug Bogdan benannt ist, einem Adligen, der in der Schlacht auf dem Amselfeld eine wichtige Rolle gespielt hat.
Prokuplje ist nach dem Heiligen Prokopius benannt, dessen Gebeine 1386 von Niš in die St.-Prokopius-Kirche der Stadt transferiert wurden.
An größeren Industriebetrieben der Stadt sind zu nennen: Prokupac (alkoholische Getränke), Hissar (Nahrungsmittel), FOM (eine Fabrik zur Metallverarbeitung), Toplicanka (Textilfabrik) und LEONI (eine Fabrik, die Kabelsätze für Automobile herstellt).
Auf dem nahe gelegenen, 1150 m hohen Mt. Vidojevica wurde in den letzten Jahren die astronomische Station Vidojevica errichtet. Die Außenstation der Sternwarte Belgrad ist derzeit mit einem 60-cm-Spiegelteleskop ausgestattet, das 2015/16 um ein automatisch zu steuerndes Großteleskop ergänzt wird.

## Städtepartnerschaften
- Horten in Norwegen
- Yverdon in der Schweiz
- Montauban und Épône in Frankreich

## Persönlichkeiten

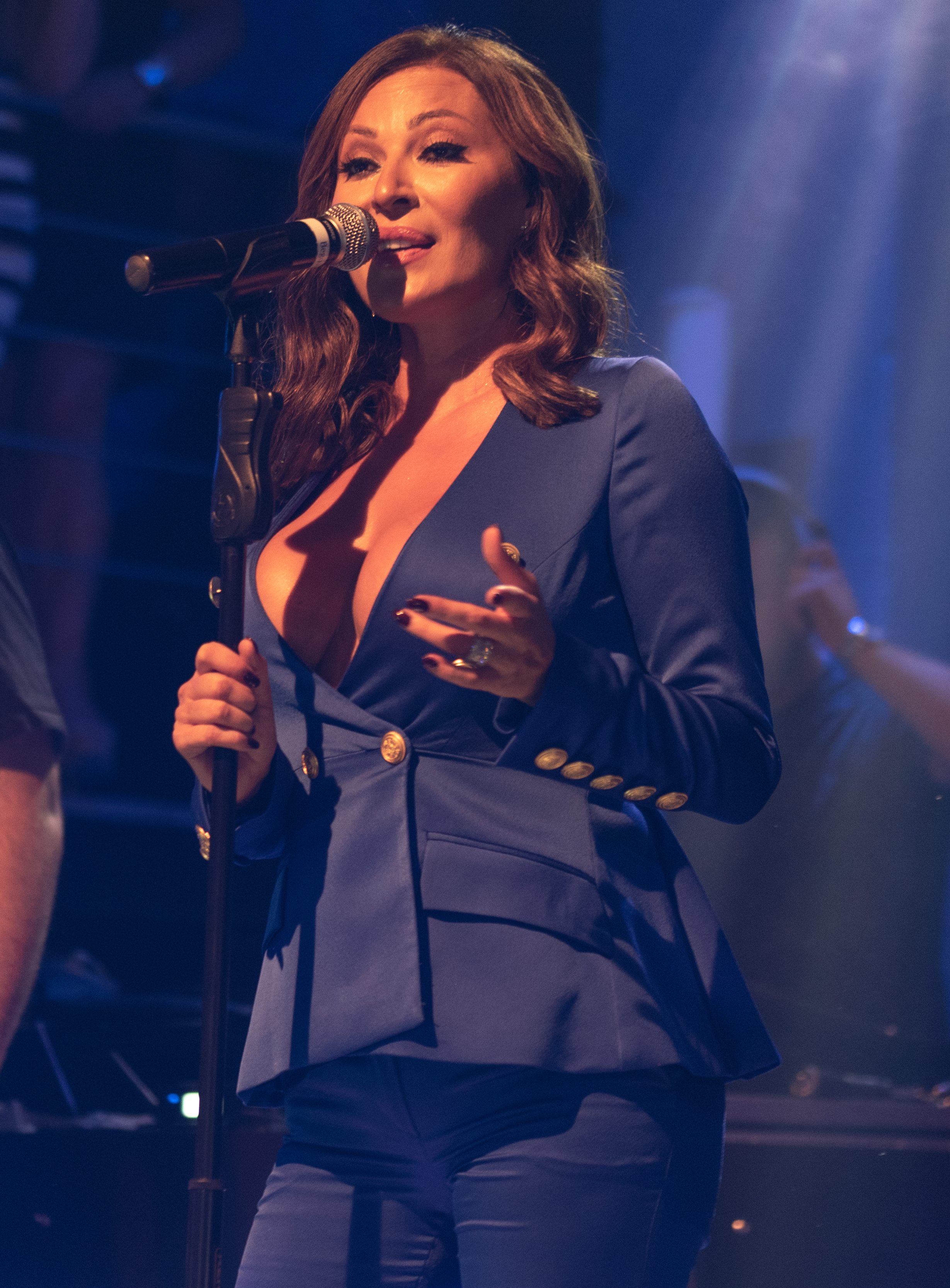
Die Sängerin Ceca wurde durch ihre Beziehung zu Arkan zur bekanntesten Persönlichkeit Prokupljes

- Miodrag Đukić (1938–2010), Schriftsteller, Dramaturg und Politiker
- Zoran Perisic (* 1940), Spezialeffektkünstler, Regisseur und Erfinder
- Svetlana Ražnatović (* 1973), Sängerin
- Dino Bauk (* 1973), slowenischer Schriftsteller und Rechtsanwalt
- Katarina Bradić (* 1977), Opernsängerin (Mezzosopran)
- Milan Ivanović (* 1981), Handballspieler
- Dragan Labović (1987–2025), Basketballspieler
- Milan Mitrović (* 1988), Fußballspieler
- Stevan Luković (* 1993), Fußballspieler
- Aleksandar Cvetković (* 1995), Fußballspieler
- Isidora Vučković (* 1999), Fußballspielerin